# Szilágyegerbegy
Szilágyegerbegy (románul Tămășești) falu Romániában, a Partiumban, Máramaros megyében.

## Fekvése
Szilágycsehtől északra, Bükkörményes, Vadafalva és Szilágyillésfalva közt fekvő település.

## Története
A falu nevét 1424-ben említette először oklevél Egerbegh néven.
1475-ben Egerbeth, 1549-ben Egeorbek, 1569-ben Egerbeg, Egerbegy, 1604-ben Egerbegÿ, 1733-ban Tamassty, 1808-ban Egerbegy, Erberg, Temessesti, 1913-ban Szilágyegerbegy néven írták. Az egykor Közép-Szolnok vármegyei település a Drágfiak, majd Báthori György birtoka volt. Báthori György hűtlensége miatt azonban a kincstárra szállt. 1569-ben János Zsigmond Rátóti Gyulafi Lászlónak adományozta. 1715-ös összeíráskor lakatlanul állt, 1720-ban is csak 12 jobbágy-, 5 zsellér-, összesen 17 háztartás fizetett adót, a népesség száma ekkor 153 volt, 90 magyar, 9 tót és 54 oláh volt. Az 1797-es összeíráskor főbb birtokosai voltak: gróf Bethlen Sámuel és báró Bornemissza József; kisebb birtokosok pedig gróf Gyulai József, báró Toroczkai Zsigmond és báró Wesselényi Anna voltak.

## Nevezetességek
- Görögkatolikus fatemplom. Anyakönyvet 1824-től vezetnek.